# Vòng loại Giải vô địch bóng đá Đông Nam Á 2010
Vòng loại Giải vô địch bóng đá Đông Nam Á 2010, với sự tham dự của 4 đội tuyển yếu nhất khu vực Đông Nam Á sẽ được diễn ra tại Viêng Chăn, Lào từ 16–24 tháng 10 năm 2010 để chọn ra hai đội sẽ được giành quyền vào vòng chung kết của sự kiện này cùng với 6 đội tuyển khác được vào thẳng. Các trận được thi đấu theo thể thức vòng tròn một lượt tính điểm, lấy hai đội nhất và nhì bảng của vòng loại tham dự vòng chung kết. Vòng loại gồm có 4 đội tuyển tham dự, bao gồm:
- Lào
- Campuchia
- Đông Timor
- Philippines

Đội Brunei đã bị FIFA cấm thi đấu do những can thiệp chính trị từ chính quyền ở trong nước vào việc điều hành Liên đoàn bóng đá Brunei.

## Địa điểm
| Viêng Chăn                    |
| ----------------------------- |
| Sân vận động Quốc gia Lào mới |
| Sức chứa: 25.000              |
|                               |

## Chi tiết
Giờ thi đấu tính theo giờ địa phương (UTC+7)
|  | Các đội giành quyền vào vòng chung kết. |
|  | Các đội bị loại sau vòng một.           |

| Đội tuyển   | St | T | H | B | Bt | Bb | Hs  | Điểm |
| ----------- | -- | - | - | - | -- | -- | --- | ---- |
| Lào         | 3  | 1 | 2 | 0 | 8  | 3  | +5  | 5    |
| Philippines | 3  | 1 | 2 | 0 | 7  | 2  | +5  | 5    |
| Campuchia   | 3  | 1 | 2 | 0 | 4  | 2  | +2  | 5    |
| Đông Timor  | 3  | 0 | 0 | 3 | 3  | 15 | −12 | 0    |

Tóm tắt các trận đấu
| Đông Timor | 0–5      | Philippines                                                           |
| ---------- | -------- | --------------------------------------------------------------------- |
|            | Chi tiết | Araneta 27', 41', 57' · P. Younghusband 30' (ph.đ.) · Del Rosario 32' |

| Lào | 0–0      | Campuchia |
| --- | -------- | --------- |
|     | Chi tiết |           |

| Campuchia                        | 4–2      | Đông Timor              |
| -------------------------------- | -------- | ----------------------- |
| Borey 26', 29', 40' · Sinoun 75' | Chi tiết | Quito 5' · Anggisun 85' |

| Philippines                                         | 2–2      | Lào                          |
| --------------------------------------------------- | -------- | ---------------------------- |
| P. Younghusband 76' (ph.đ.) · J. Younghusband 90+4' | Chi tiết | Soukaphone 29' · Kanyala 41' |

| Philippines | 0–0      | Campuchia |
| ----------- | -------- | --------- |
|             | Chi tiết |           |

| Lào                                                                                         | 6–1      | Đông Timor  |
| ------------------------------------------------------------------------------------------- | -------- | ----------- |
| Kovanh 11' · Soukaphone 17' · Lamnao 47' (ph.đ.) · konekham 59' · Kanyala 61' · Ketsada 78' | Chi tiết | Chiquito 9' |

## Cầu thủ ghi bàn
3 bàn
- Khim Borey
- Ian Araneta

2 bàn
- Kanyala Sysomvang
- Soukaphone Vongchiengkham
- Phil Younghusband
- Chiquito

1 bàn
- Nuth Sinoun
- Ketsada Souksavanh
- Konekham Inthammavong
- Kovanh Namthavixay
- Lamnao Singto
- Anton del Rosario
- James Younghusband
- Anggisun